# Буреинский хребет
Буреи́нский хребет — горный хребет на территории Хабаровского края в южной части Дальнего Востока России.
Длина хребта около 400 км при максимальной высоте 2167 (2071, 2295) м. Состоит из сложенных гранитами, гнейсами, осадочными и эффузивными породами кряжей и среднегорных хребтов Дуссе-Алинь, Ям-Алинь, Эзоп.
Является водоразделом рек Бурея, Амгунь и Урми. На хребте имеется озеро Большой Сулук.
Склоны Буреинского хребта покрыты хвойными и лиственными лесами.
Хребет пересекается Байкало-Амурской магистралью, проходящей через Дуссе-Алиньский тоннель.